# Tõnu Tõniste
Tõnu Tõniste   (Tallinn, 26 d'abril de 1967) és un regatista estonià vencedor de dues medalles olímpiques. Fins a la independència d'Estònia va competir sota bandera soviètica, per fer-ho sota la bandera d'Estònia a partir d'aquell moment.
Durant la seva carrera esportiva va prendre part en quatre edicions dels Jocs Olímpics d'Estiu, sempre formant equip amb el seu germà bessó Toomas Tõniste. El 1988, als Jocs de Seül, va guanyar la medalla de plata en la categoria classe 470 del programa de vela. Quatre anys més tard, als Jocs de Barcelona, guanyà la medalla de bronze en la mateixa prova. El 1996, a Atlanta, fou desè i el 2000, a Atenes, vint-i-dosè, sempre en la categoria Classe 470. Als Jocs d'Atenes fou l'encarregat de dur la bandera d'Estònia en la cerimònia inaugural.
En el seu palmarès també destaca una medalla d'or al Campionat d'Europa de vela.